# Brave World
Brave World (chino simplificado: 勇敢的世界), es un programa chino transmitido del 27 de julio del 2018 hasta ahora, a través de Hunan TV.

## Formato
El programa invita a un grupo de famosos con fuerza y temperamento idol. Se establece un mecanismo competitivo que maximiza la competitividad, establece historias que se invierten en cualquier momento y cree un entorno de campo de batalla como de una la película, para buscar a los jugadores más fuertes.

## Elenco

### Miembros
| Artista        | Alias                           | N.º de episodios | Duración      |
| -------------- | ------------------------------- | ---------------- | ------------- |
| Cheng Xiao     |                                 | 12               | 2018-presente |
| Justin         | God Given Easy Victory          | 12               | 2018-presente |
| Ding Zeren     | Strong Headed Conqueror         | 12               | 2018-presente |
| Yang Di (杨迪) | Sharp Witted Snake in the Grass | 12               | 2018-presente |
| Li Wenhan      |                                 |                  | 2019-presente |
| Guo Jingfei    |                                 |                  | 2019-presente |
| Zhang Guowei   |                                 |                  | 2019-presente |
| Emma Wu        |                                 |                  | 2019-presente |

### Antiguos miembros
| Artista         | Alias                  | N.º de episodios | Duración |
| --------------- | ---------------------- | ---------------- | -------- |
| Hans Zhang      | Lone Wolf              | 12               | 2018     |
| Du Jiang (杜江) | Strong Boxing Champion | 12               | 2018     |
| Joe Chen        | Healing Queen          | 12               | 2018     |

### Miembros recurrentes
| Nombre                 | Ocupación                          | Alias              | Episodios | Duración |
| ---------------------- | ---------------------------------- | ------------------ | --------- | -------- |
| Xiao Gui (Wang Linkai) | Cantante / Miembro de NINE PERCENT | Clueless Noob Gege | 1, 8-10   | 2018     |
| Zhu Zhengting (Theo)   | Cantante / Miembro de NINE PERCENT |                    | 4, 5      | 2018     |

### Invitados[2]
| Nombre                 | Ocupación                          | Alias     | Episodios | Duración |
| ---------------------- | ---------------------------------- | --------- | --------- | -------- |
| Xiao Gui (Wang Linkai) | Cantante / Miembro de NINE PERCENT |           | 1, 8-10   | 2018     |
| Zhu Zhengting (Theo)   | Cantante / Miembro de NINE PERCENT |           | 4, 5      | 2018     |
| Zhang Liang            | Modelo / Actor                     |           | -         | 2018     |
| Wei Daxun              | Actor                              |           | 7         | 2018     |
| Zhang Lanxin           | Actriz                             |           | 7         | 2018     |
| Zhou Lizhi             | Actriz                             |           | 7         | 2018     |
| Chen He                | Actor                              |           | -         | 2018     |
| Guo Junchen            | Actor                              |           | -         | 2018     |
| Ada Liu (Liu Yan)      | Actriz                             |           | 2, 3, 7   | 2018     |
| Emma Wu (Gui Gui)      | Cantante                           |           | 2, 3      | 2018     |
| Guo Ziqian             | Actriz                             |           | 2, 3      | 2018     |
| Zhang Tian'ai          | Actriz                             | Bad Aimer | 1         | 2018     |

## Episodios
La primera temporada del programa estuvo conformada por 12 episodios, los cuales fueron emitidos todos los viernes del 27 de julio de 2018 al 19 de octubre del 2018.
La segunda temporada del programa se espera sea estrenada en julio del 2019.

### Ep 1
| 1 | Sun Wenze | Amarillo | Xiao Gui | Xiao Gui Cheng Xiao Ding Zeren      | Xiao Gui Cheng Xiao Hans Zhang    | - |
| 2 | Sun Wenze | Rojo     | Du Jiang | Du Jiang Justin Huang Zhang Tian'ai | Du Jiang Ding Zeren Zhang Tian'ai | - |
| 3 | Sun Wenze | -        | Joe Chen | Joe Chen Hans Zhang Yang Di         | Joe Chen Justin Huang Yang Di     | ✔ |

## Producción
Mango TV se unió a Netease Games para crear el primer reality show competitivo de gran escala de China.
El programa fue adaptado por el mejor equipo de producción de reality shows al aire libre de Mango.
La segunda temporada comenzará a filmarse el 12 de junio del 2019 y se espera sea estrenada en julio del mismo año.